# 蕭眎素
蕭 眎素（しょう しそ、生年不詳 - 509年）は、南朝宋から梁にかけての官僚・隠者。本貫は南蘭陵郡蘭陵県。

## 経歴
宋の呉興郡太守の蕭恵明（蕭思話の子）の子として生まれた。幼くして父を失い、叔父の蕭恵休に養育された。斉の司徒法曹行参軍を初任とし、著作佐郎・太子舎人・尚書三公郎に転じた。永元末年、太子洗馬となった。中興2年（502年）、梁国が建てられると、梁公蕭衍に召し出されて、梁国中尉・驃騎記室参軍となった。同年（天監元年）、臨川王蕭宏の王友とされた。太子中舎人・丹陽尹丞となり、司徒左西属・南徐州治中に転じた。
京口で余生を終えようと、摂山（棲霞山）に居室を築いた。建康に召還されて中書侍郎とされたが、辞して就任しなかった。山宅に帰ると、独居して人との交際を断ち、親戚以外はその門を訪ねることはできなかった。天監8年（509年）、死去した。諡は貞文先生といった。

## 人物・逸話
- 梁の武帝（蕭衍）に銭8万を賜ると、蕭眎素は一朝のうちに親しい友人たちにばらまいてしまった。
- 静穏な隠棲生活を望んで、世俗的な欲に乏しく、学問を好み、清談を得意とし、名利に関わることを口に上らせず、喜怒を顔色に表さなかった。
- 王倹の娘を妻としたが、長らく別居しており、子はなかった。

## 伝記資料
- 『梁書』巻52 列伝第46
- 『南史』巻18 列伝第8